# Wilhelm Laverrenz

Wilhelm Laverrenz

Wilhelm Laverrenz (* 24. März 1879 in Berlin; † 13. Juni 1955 ebenda) war ein deutscher Politiker. Er beteiligte sich 1918 an der Gründung der DNVP und wurde nach dem Zweiten Weltkrieg Mitglied der CDU.

## Leben und Beruf
Wilhelm Laverrenz war der Sohn von Karl Laverrenz, Kammermusiker an der Berliner Staatsoper, und der Louise Laverrenz, geborene Wilde. Im September 1918 heiratete er Grete Oberfeld, die Tochter eines Oberamtmanns aus Stutthof bei Danzig. Das Ehepaar hatte einen Sohn (* 1921) und wohnte Ende der 1920er Jahre in Berlin-Friedenau.
Nach dem Abitur auf der Friedrichswerderschen Oberrealschule in Berlin studierte Laverrenz, der evangelischen Glaubens war, von 1898 bis 1903 an der Technischen Hochschule Charlottenburg Maschinenbau. Während seines Studiums wurde er 1898 Mitglied der Burschenschaft Thuringia Charlottenburg (später Berlin). Nach dem Wehrdienst beim Eisenbahn-Regiment Nr. 1 arbeitete er ab 1904 als Regierungsbauführer (ab 1909 als Regierungsbaumeister) bei der preußischen Staatseisenbahnverwaltung. 1910 wechselte er in die Reichskolonialverwaltung und wurde Leiter der Eisenbahnverwaltung im Schutzgebiet Togo und Vorstand des Eisenbahnamtes Lomé. Bei Ausbruch des Ersten Weltkrieges geriet er dort in französische Kriegsgefangenschaft (bis 1916). Nach dem Ersten Weltkrieg wurde er Regierungsbaurat in Berlin-Halensee und 1921 zum Oberregierungsbaurat befördert. Ab 1927 war er Direktor beim Eisenbahnzentralamt der Reichsbahnverwaltung. 1933 wechselte er als Ministerialdirektor ins Preußische Ministerium für Wirtschaft und Arbeit.
Zu Beginn der Zeit des Nationalsozialismus beteiligte sich Laverrenz an der Gründung der Berliner Widerstandsgruppe „Stille Front“. 1934 wurde er auf Grundlage des „Gesetzes zur Wiederherstellung des Berufsbeamtentums“ aus dem Staatsdienst entlassen. In der Folgezeit hielt er sich in Wien auf, wo er am 14. Februar 1938, noch vor dem „Anschluss Österreichs“, verhaftet und in Berlin nach neun Monaten Untersuchungshaft vom Sondergericht Berlin II wegen „Vorbereitung zum Hochverrat“ zu sechs Monaten Gefängnis verurteilt wurde.
Nach dem Zweiten Weltkrieg war Laverrenz bis 1951 Mitglied der Bundesleitung des Landesbundes Berlin im Deutschen Beamtenbund (DBB).

## Partei
Laverrenz war Mitbegründer der Berliner DNVP und in den 1920er Jahren Vorsitzender des Landesverbandes der Deutschnationalen und der Bismarckjugend. Daneben fungierte er als Herausgeber des Parteiorgans Nationalpost. 1945 zählte er zu den Gründungsmitgliedern der CDU Berlin.

## Abgeordneter
Laverrenz gehörte 1919/20 der Weimarer Nationalversammlung an und war anschließend bis zu den Novemberwahlen 1933 Mitglied des Reichstages. In beiden Parlamenten vertrat er den Wahlkreis 3 (Berlin). Von 1950 bis 1953 gehörte er dem Abgeordnetenhaus von Berlin an, dessen Alterspräsident er war.